# 保国勲章
保国勲章（ほこくくんしょう、保國勳章、朝: 보국훈장）は、大韓民国の勲章。1961年7月26日に勤務功労勲章令（閣令第70号）により勤務功労勲章（きんむこうろうくんしょう、勤務功勞勳章、朝: 근무공로훈장）の名称で創設され、1963年12月14日以降は賞勲法により規定されている。
1967年1月16日の賞勲法改正により現行名に改定された。

## 授与対象

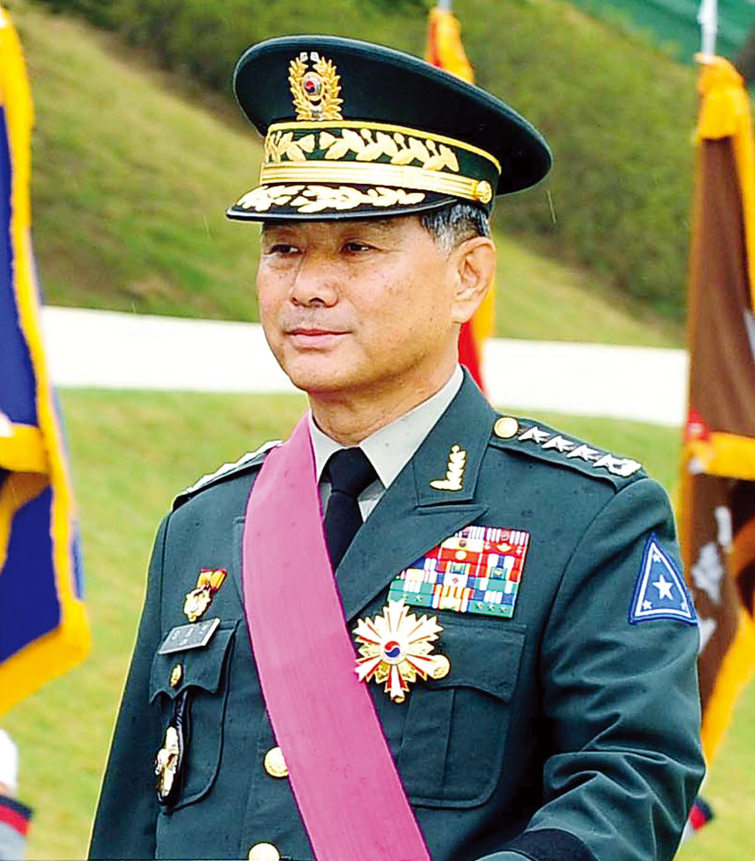
保国勲章統一章を佩用した任忠彬陸軍大将（2009年9月21日）

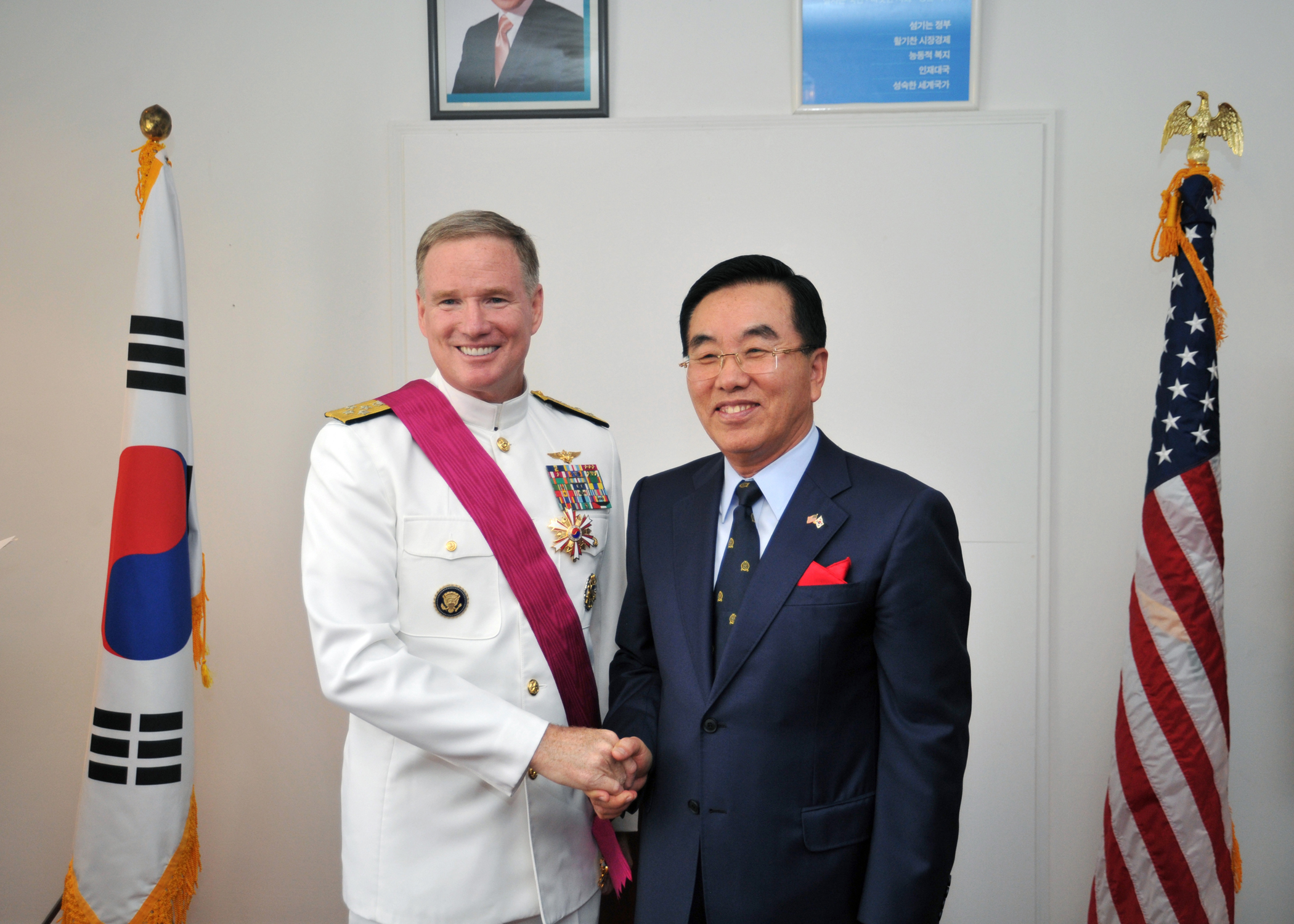
2012年1月18日に在ホノルル大韓民国総領事館にて保国勲章統一章を受章したパトリック・ウォルシュアメリカ海軍太平洋艦隊司令官（当時）と在ホノルル大韓民国総領事の徐栄吉

保国勲章は賞勲法第15条により、「国家安全保障に明確な功を立てた者」へ授与されることが規定されている。主に警察・消防・軍関係者が受章している。

## 等級
保国勲章は5等級からなり、各等級の名称は賞勲法施行令第11条により定められている。1961年の制定当初は1等から7等までの7等級であったが、1963年の賞勲法制定にともない1等から5等までの5等級に改められた。現行の等級名は1970年11月17日の賞勲法施行令改正により定められた。
保国勲章の下位には賞勲法第24条で規定される保国褒章（ほこくほうしょう、保國褒章、보국포장）が存在する。
| 等級 | 勲章名                           | 略綬 |
| ---- | -------------------------------- | ---- |
| 1等  | 保国勲章統一章 (보국훈장 통일장) |      |
| 2等  | 保国勲章国仙章 (보국훈장 국선장) |      |
| 3等  | 保国勲章天授章 (보국훈장 천수장) |      |
| 4等  | 保国勲章三一章 (보국훈장 삼일장) |      |
| 5等  | 保国勲章光復章 (보국훈장 광복장) |      |

## 意匠
保国勲章の各等級の意匠は賞勲法施行令第13条により定められている。章と綬からなる正章、襟章と略綬のセットが基本で、さらに上位2等級の統一章と国仙章には副章が添う。
章飾の意匠は、表面中央にあしらわれた太極と四卦の図からそれぞれ六稜の紅白光線と鏃が伸びた形状で、正章の章には鬼面の鈕が付く。綬の色は、統一章は紫、国仙章は藍、天授章は赤、三一章は薄黄、光復章は緑と各等級で異なる。加えて両端に白線が入り、光復章から国仙章までは細線が1本ずつ増えるが、統一章の大綬は無地（略綬は太線1本）となり、その本数（と太さ）で等級が区別される。
正章はそれぞれ、統一章は右肩から下げて佩用する大綬章、国仙・天授各章は喉元に帯びて佩用する中綬章、三一・光復各章は左胸に佩用する小綬章（三一章はロゼット付き）である。上位2等級の副章はいずれも左胸に佩用する星章である。また、保国褒章は光復章と同じ小綬章だが、金属部品は銀色となり、綬は黄色地の中央に白線1本が入る（略綬の両端は白線なし）。その他、予備軍の業務に関連して授与される予備軍褒章（よびぐんほうしょう、豫備軍褒章、예비군포장）は上位の勲章を持たないが、その意匠は保国褒章と酷似している。
なお、従来の統一章の女性用章飾は男性用より小さい寸法が規定されていたが、2015年12月31日の賞勲法施行令改正により男性用の寸法に統合された。